# Kognitív tudomány
A kognitív tudomány vagy megismeréstudomány (tudományos elnevezése szerint kognitológia) a megismerési folyamatokkal foglalkozik, legyen az emberi, állati, gépi, molekuláris szintű vagy egyetemes megismerési folyamat. Mint tudományág, elsősorban a kognitív pszichológiából és a pszicholingvisztikából nőtt ki, de több alaptudomány kapcsolódó területeit is magába foglalja. Olyan tudományokét, mint a filozófia, nyelvészet, idegtudomány, antropológia, biológia és számítástechnika.

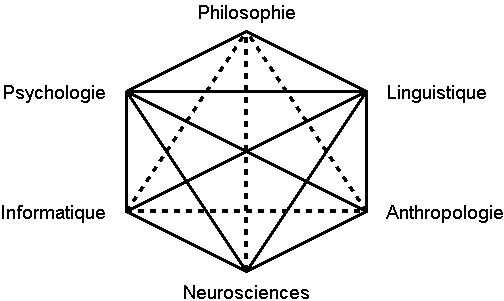
Tudományterületek, melyekben megjelent a „Kognitív szemlélet”

A kognitív tudomány nem önálló tudományágként jött létre. Eleinte a fent említett, egymástól jól elkülönülő tudományok közötti összekötő kapocsként, a fenti tudományterületek közötti határtudományként jelentkezett, de az utóbbi egy-két évtizedben, főleg a kétezres évektől, önálló tudománnyá vált és a szakirodalom is így hivatkozik rá. Egyik fő „erőssége” abban rejlik, hogy nem közös módszertant ad a kutatók kezébe, hanem sok különböző kutatás tudományos, és filozófiai alapokon nyugvó, egy irányba mutató ismeretrendszerét. A kognitív tudomány, azaz a megismeréstudomány, vagy más néven a kognitológia által használt tudományos gondolkodásmódot, tudományos hozzáállást kognitív szemléletnek nevezzük. A kognitív szemléletű kutató vizsgálódásai során, legyen a vizsgálat tárgya akár ember, akár állat, akár gép (értsd: a mesterséges intelligencia különböző fokain álló nem élő szerkezetek), a megismerési szempontot helyezi előtérbe, s a megismerő modelleket úgy tekinti, mint a környezetet leképező belső modelláló rendszereket. Ezek a belső leképező modellek képesek átalakulni különböző külső és belső hatásokra. A tulajdonképpeni megismerés (az embernél, az állatnál, és a gépnél is) akkortól jön létre, akkortól érhető tetten, amikortól a modellek változtathatókká, és a modelleken végzett műveletek ellenőrizhetővé válnak.A megismeréstudományi szemlélet a hatvanas évektől kezdődően alakult ki két nagy szakaszban. Először létrejöttek az egyes szakmák kognitív irányzatai, s mint vezető terület, létrejött a kognitív pszichológia. Később megjelent az igény az interdiszciplináris együttműködésre a különböző irányzatok között, amelyet összefoglaló néven megismeréstudománynak, kognitív tudománynak nevezünk.

## Mivel foglalkozik a kognitív szemléletű kutató?
- Valójában magával a megismeréssel, a tudással foglalkozik annak minden lehetséges aspektusából
  - a tudás megszerzésének mikéntjével
  - a tudás keletkezésével: már maga a tudásban való bizonyságunk is elkülönít egymástól tudás fajtákat, hiedelmet és igaz tudást
  - a tudás felépítésével, epizodikus, szemantikus, procedurális tudással
  - de a belső folyamatok algoritmizálhatóságával is foglalkozik ekképpen megkülönböztet deklaratív és procedurális tudást.

A pszichológus szemszögéből megfogalmazva:
„A megismerés-tudomány kritikus mozzanata a megismerés megértésének keresése, legyen az valóságos vagy elvont, emberi vagy gépi. A cél az értelmes kognitív viselkedés megértése. Reményünk az, hogy mindez elvezet az emberi értelem, a tanítás és tanulás, az értelmi képességek jobb megértéséhez.”

## A kognitív tudomány ágai

### Kognitív pszichológia
A kognitív pszichológia az emberi megismerés tanulmányozását állítja előterébe, azt kutatja hogy az ember mint élőlény hogyan képezi le a világot, mi módon látja, miként éli meg azt. A világról milyen reprezentációt hoz létre. A megismerést egyetlen közös folyamatként kezeli, az információfeldolgozási-felfogási elmélet szerint a külvilág ingerei egyre elvontabb reprezentációkként képződnek le.
Így ismét az ember belső mechanizmusaira tereli a figyelmet, de nem használja már az introspekciót a megismerés eszközeként, helyette egyik fő vizsgáló módszere a modellálás.
A percepció, azaz észlelés rendkívül összetett folyamat, melyet az érzékelés, mint biológiai folyamat alapoz meg. Az észlelés és az érzékelés nem egyszerű szinonimája egymásnak, ugyanis a érzékelés során a fizikai jelek az agy számára feldolgozható jelekké alakulnak át, míg az észlelés során az érzékleti mintákhoz környezeti ingereket rendelünk. Az észleléselméletek a korai kognitív pszichológia fő tárgyát képezték, és több elképzelés is született az 1970-es évektől kezdődően. Ezek közül a legjelentősebb a tükrözéselmélet, amely Kardos Lajos, magyar pszichológus nevéhez fűződik.

Az agyi lebenyek felépítése

Az emberi megismerést kísérletekkel megszerzett információk felhasználásával, kognitív modellek megépítésén keresztül próbálja megérteni (modellálás). A kognitív szemléletű kutatók úgy vélik, hogy lehetséges a kognitív folyamatok „semleges nyelven” történő jellemzése és fel lehet építeni egy olyan modellt, amely független annak fizikai rendszerétől. Mégis sok kutató (redukcionista kutatók) próbál visszanyúlni és a modellt az agy moduláris felépítésére alapozni, mivel egy modell paramétereit erősen megszabhatják fizikai tulajdonságai, amelyeket figyelembe véve közelebb juthatnak a keresett modellhez, így az emberi reprezentáció tökéletesebb megértéséhez.
Ez a módszer a szemlélet kritikájának egyik fő támadáspontjává is vált, mondván mit mondhat az emberi viselkedésről a steril laboratóriumban – főként a határokat feszegető kísérletekből – összegyűlt adatokra épített modell.
A kognitív pszichológia egyik kulcsfogalma a reprezentáció. A világot leképező modellek szimbólumokból építkeznek és ezek dinamikus kapcsolatainak összessége alkot egy reprezentációt.
Ilyen például a kognitív térkép, amely a téri világ leképzését jelenti, ami által az állat tájékozódni képes. Ilyen továbbá a főemlősöknél már megtalálható egyedi eseményekre vonatkozó reprezentációs rendszer, ahol még a leképzett elemek és belső szimbólumok között analógiás összefüggések vannak. És valószínűleg az egyik legmagasabb szintje az embernél, a beszéd megjelenésével kialakult propozicionális reprezentáció, amely lehetővé tehette a reprezentációs rendszerek összeköttetését.
A kognitív pszichológia fő kérdéskörei a következők: Észlelés és figyelem, pszichofizika, látás, hallás, nyelv, tanulás, emlékezet, tudás, intelligencia, tudat, gondolkodás. 

#### A kognitív pszichológia története

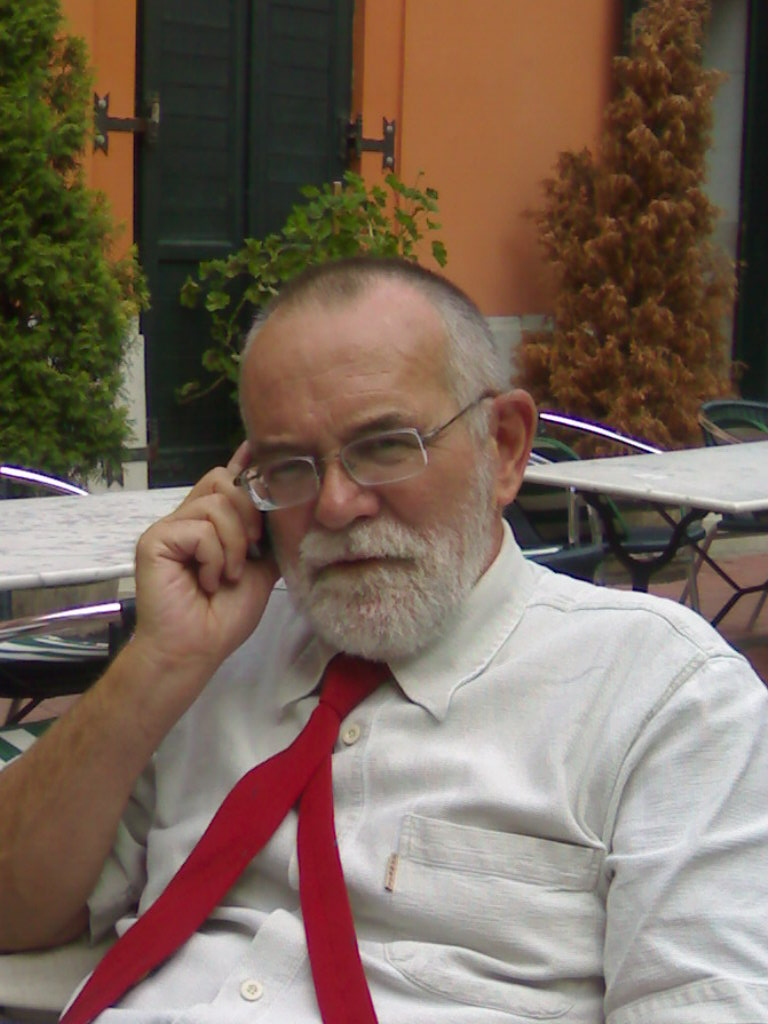
Pléh Csaba

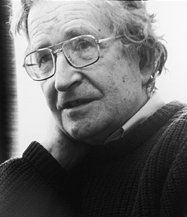
Noam Chomsky

A kognitív pszichológia egyik megalapozója Edward Tolman. Bár mindig is behavioristának tekintette magát, munkássága során a behaviorista paradigmába nem igazán beleillő elméletet dolgozott ki egy belső reprezentáció meglétéről, a kognitív térképről. Az a felismerés, hogy a tanulás belső folyamatokra, belső struktúrákra épül, igencsak meghatározó lépés volt a kognitív pszichológia megszületése felé.
Sir Frederic Bartlett a Remembering A Study in Experimental and SocialPsychology című könyvében erősen bírálta a behaviorizmust. Ebben a könyvben szakított a tudatot egységes statikus rendszerként való felfogással és bevezette a sémák fogalmát, amelyek nagyobb jelentéssel bíró dinamikus felépítésű és egymással kapcsolatot létesítő alapegységek. Elméletét híres „rekonstruktív memória emlékezet” tesztjével támasztotta alá.
Később Noam Chomsky felhívta a figyelmet arra, hogy az addig uralkodó egyik fő irányzat, a behaviorista pszichológia keretei között rengeteg nehézséggel kell szembenézni, amikor például a nyelvet szeretnénk megmagyarázni. Ez a kritika rengeteg kutatást indított el és erősen megingatta a behaviorizmus alapjait.
Más tudományterületek rohamléptékben való fejlődése, így az informatika is nagy hatást gyakorolt a kognitív pszichológia megszületésére, mivel a számítógépek analógiájára az embert is megpróbálták információfeldolgozóként kezelni. Innen indult rohamléptékű fejlődésnek a mesterséges intelligencia kutatása és az emberi psziché gépeken való modellezése. E terület egyik legkiemelkedőbb kutatója Herbert Simon.

## Kognitív kutatások a Szegedi Tudományegyetemen
A Szegedi Tudományegyetemen a Szegedi Megismeréstudományi és Neuropszichológia Programot Pléh Csaba indította el 1999-ben az egyetem Pszichológiai Intézetében.